# Pterostichus melanarius
Pterostichus melanarius es una especie de escarabajo terrestre del género Pterostichus, categorizada en la tribu Pterostichini, de la subfamilia Harpalinae. Fue descrita por Illiger en 1798.

## Distribución
Se distribuye por Irlanda, Gran Bretaña, Dinamarca, Suecia, Finlandia, Francia, Bélgica, Alemania, Suiza, Austria, Chequia, Eslovaquia, Hungría, Polonia, Estonia, Letonia, Lituania, Bielorrusia, Ucrania, España, Italia, Eslovenia, Croacia, Bosnia y Herzegovina, Macedonia del Norte, Albania, Grecia, Bulgaria, Rumania, Moldavia, Turquía, Georgia, Kazajistán, Canadá, Rusia y Estados Unidos.